# Transports en commun de l'agglomération du Choletais
Les transports en commun de l'agglomération du Choletais forment un réseau de bus et de cars, Choletbus, exploité par les Transports publics du Choletais (TPC). Le réseau permet de couvrir Cholet et son agglomération, soit un total de près de 100 000 habitants.

## Historique
Le premier réseau de bus à Cholet a vu le jour en 1971. Un contrat entre la ville de Cholet et un autocariste de Chaudron-en-Mauges, filiale de Voyages Grimault, institue Les Transports urbains choletais (TUC) qui constituent un réseau de trois lignes principales (Bonnevay-Les Pagannes, Bretagne-La Bourie, desserte du quartier des Turbaudières) et deux lignes secondaires, avec une desserte réduite (quartier du Plessis, Le Puy-Saint-Bonnet).
À la suite du départ à la retraite du dirigeant de Voyages Grimault en 1991, la ville attribue, à la suite d'un appel d'offres, l'exploitation du réseau à la Compagnie générale française des transports et entreprises (CGFTE) qui est devenue Veolia Transport au début des années 2000.
Le 31 août 1992, la CGFTE inaugure ses nouvelles lignes, bien que la structure globale du réseau reste celle des TUC ; le réseau s'appelle alors Le bus - ville de Cholet et compte, : trois lignes urbaines (Bretagne-Hôtel de ville-Baumière, Girardière-Hôtel de ville-Pagannes, Girardière-Hôtel de ville-Verger) et deux lignes scolaires (Puy-Saint-Bonnet-Hôtel de ville, Plessis-Hôtel de ville).
En septembre 1994 la desserte est étendue à la zone industrielle du Cormier, à la zone d'activités du Bois-Neuf et au Bois-d'Ouin,.
En 1997, le contrat avec la CGFTE est renouvelé mais fin 2001, des conflits sociaux surviennent dans la société, tandis que des choix techniques jugés hasardeux sont faits. 
Avec l'arrivée de la communauté d'agglomération du Choletais (CAC), la compétence transport passe de la ville à l'agglomération. Les élus de la CAC n'hésitent pas longtemps et optent pour la gestion directe : le 1er janvier 2003, les TUC sont mis en régie publique et ainsi, en plus des lignes urbaines, un réseau de car est mis en place le 1er septembre 2003 pour desservir les autres communes de l'agglomération.
Le 1er janvier 2017, l'agglomération du Choletais (AdC) voit le jour par fusion de la CAC avec la communauté de communes du Bocage et la communauté de communes du Vihiersois-Haut-Layon. Ainsi, au 1er septembre 2017, le réseau dessert les communes suivantes : Cernusson, Les Cerqueux, Coron, Cléré-sur-Layon, Lys-Haut-Layon, Maulévrier, Montilliers, Passavant-sur-Layon, La Plaine, Saint-Paul-du-Bois, Somloire et Yzernay.

## La société

### Présentation
Les TPC sont une régie publique créé le 1er janvier 2003 par la CAC, ancêtre de l'AdC. Elle permet la gestion directe du réseau Choletbus et est chargé par ailleurs de gérer l’ensemble de l’activité déplacements de l'AdC dans sa politique globale des déplacements (PGD).
Le siège social et le dépôt des bus se situe 24 rue de la Jominière à Cholet.

### Équipements
Au 31 décembre 2014, les TPC possèdent 32 véhicules, dont 28 sont accessibles pour les personnes à mobilité réduite . Les TPC possèdent aussi 2 minibus pour le transport des personnes à mobilité réduite (TPMR). Tous les bus sont équipés d'un système d'aide à l'exploitation et à l'information voyageurs (SAEIV) avec un écran d'information à l'avant, un bandeau lumineux à l'arrière (affichage date/heure, prochain arrêt et direction) et un système d'annonce sonore du prochain arrêt. En novembre 2021, une nouvelle billettique (validateurs+ nouveaux titres sans contact) est mise en place sur le réseau.

## Le réseau Choletbus

Logo du réseau Choletbus.

Transports Publics du Choletais exploite directement le réseau urbain de Choletbus.

### Lignes régulières
Le réseau urbain se compose de six lignes urbaines (n° 1 à 6) et de plusieurs lignes ou dessertes secondaires (n° 1a, 1b, 3a, 6a et A).
Le réseau périurbain se compose quant à lui de huit lignes (n° 10 à 17).

### Lignes scolaires
Les établissements scolaire de l'AdC sont desservis par le réseau Choletbus, une quinzaine de circuits scolaires existent.

### Transport à la demande
Le transport à la demande a été instauré le 1er septembre 2018 dans le Vihiersois en complément de la ligne 13 sous la forme de la ligne 13 TAD qui dessert ainsi Cernusson, Cléré-sur-Layon, Lys-Haut-Layon, Montilliers et Saint-Paul-du-Bois.

### Transport des personnes à mobilité réduite
Le service TPMR est un service spécialement adapté aux personnes à mobilité réduite qui résident dans l’une des 14 communes de l’AdC. Il répond aux besoins de déplacement des usagers dans l'agglomération choletaise. Ces déplacements s'effectuent après réservation, en taxi ou en véhicule aménagé.

## Tarifs
L'extension du périmètre du réseau en 2017 s'est accompagnée de la mise en place d'une tarification zonale: une personne souhaitant se déplacer sur deux zones doit ainsi payer un tarif « 2 zones ». 
À partir de la rentrée 2023, le découpage en deux zones (Est et Ouest) sera supprimé « compte tenu de la faiblesse des échanges entre les deux zones » . Un changement de tarification est prévu : les tickets 2 zones n'existeront plus et le même ticket sera valable pour la totalité du réseau.
Sur le parvis de l'hôtel de ville de Cholet, un bureau d'accueil Espace Choletbus vend des abonnements et des tickets ; il permet de conseiller les voyageurs du réseau Choletbus sur les horaires et les itinéraires. Les objets oubliés dans les bus y sont déposés. Il peut aussi proposer des tarifs spéciaux : familles nombreuses, abonnements mensuels ou annuels (scolaires, libre circulation), abonnements mensuels ou trimestriels pour les retraités.
En 2022, le ticket à l'unité est vendu 2 € pour une zone et 2,40 € pour deux zones à bord des bus. En plus de l'Espace Choletbus, l'achat et le rechargement de cartes sans contact remplaçants les carnets de 10 tickets (à 12,30 € ou 15,90 € selon le nombre de zones) est possible chez certains dépositaires (débits de tabac, office du tourisme, supermarché, gare routiere). Ces titres peuvent aussi être achetés via une application smartphone ainsi que sur la boutique en ligne. Les titres (tickets voyages) doivent être chargés sur une carte sans contact rechargeable et anonyme (sans photo). À noter que l'achat de ce support pour la première fois est payant (2 euros). Il faut donc le conserver et le recharger. En ce qui concerne les abonnements et les tickets voyages, il est nécessaire de posséder la même carte mais nominative avec photo.
Ces titres chargés sur une carte sans contact sont à valider sur un validateur qui remplace les composteurs mécaniques, lors de la montée à bord d'un bus ou d'un car. Les titres chargés sur smartphone sont à valider en scannant un Code QR situé sur le portillon conducteur et à lui montrer. À noter : la totalité des bus du réseau urbain est équipée de Wi-Fi gratuit.